# مزرعه خسرو
مزرعه خسرو روستایی در دهستان سخوید بخش نیر شهرستان تفت استان یزد ایران است.
علت نامگذاری این روستا به این دلیل است که در ابتدا این روستا متعلق به فردی زردشتی به نام خسرو بوده‌است که نام او همچنان بر روی این روستا باقی مانده‌است. 

## جمعیت
بر پایه سرشماری عمومی نفوس و مسکن در سال ۱۳۹۵ جمعیت این روستا ۱۰۸ نفر (۴۴خانوار) بوده‌است.